# NWA Continental Heavyweight Championship
L'NWA Continental Heavyweight Championship è stato un titolo di wrestling promosso da diverse federazioni affiliate alla National Wrestling Alliance (NWA) e attive tra Tennessee e Alabama.
Il titolo fu attivo per un primo periodo dal 1984 al 1987, quando fu ritirato e sostituito dal CWF Heavyweight Championship, e poi a più riprese tra il 2008 e il 2017.

## Storia
Il titolo fu introdotto nel 1984 dalla Southeastern Championship Wrestling, territorio affiliato alla National Wrestling Alliance fin dalla sua fondazione nel 1974 e che cambiò nome in Continental Championship Wrestling l'anno successivo, incoronando come campione inaugurale Ron Fuller. La federazione iniziò ad organizzare eventi senza il patrocinio NWA già dal 1987, lasciando ufficialmente l'alleanza nell'aprile 1988, quando cambiò nome in Continental Wrestling Federation. In questa occasione il titolo fu disattivato e sostituito dal CWF Heavyweight Championship.
Il titolo fu ripreso nel 2008 dalla neonata NWA Fusion, quando Damien Wayne, allora detentore del NWA Virginia Heavyweight Championship, sconfisse Sean Denny, che deteneva il NWA Southern Pro-Wrestling Heavyweight Championship, unificando i due titoli nel riattivato NWA Continental Heavyweight Championship. Nel 2013 la federazione terminò la sua affiliazione con la National Wrestling Alliance, diventando semplicemente Fusion Wrestling, continuando a promuovere il titolo come Fusion Wrestling Continental Heavyweight Championship, nonostante la NWA non riconoscesse più il regno.
L'eredità del titolo fu ripresa dalla NWA Rage, che continuò a promuovere la versione del titolo ufficiale fino alla fine dell'epoca dei territori, nell'ottobre 2017.

## Albo d'oro
| Legenda  |                                                                               |
| -------- | ----------------------------------------------------------------------------- |
| #        | Indica il numero del regno titolato                                           |
| Regno    | Viene indicato il numero del regno del campione                               |
| Data     | La data in cui il titolo è stato vinto                                        |
| Località | Indica il luogo in cui il titolo è stato vinto                                |
| Note     | Indica notizie particolari riguardanti i cambi di titolo o altre informazioni |

| #  | Campione         | Regno | Data              | Giorni | Località                       | Evento     | Note | Fonti |
| -- | ---------------- | ----- | ----------------- | ------ | ------------------------------ | ---------- | --- | ----- |
| 1  | Ron Fuller       | 1     | 21 maggio 1984    | 61     | Birmingham, Alabama            | House show | Vincendo uno spareggio contro Michael Hayes per decretare il campione inaugurale. |       |
| 2  | Bob Armstrong    | 1     | 23 luglio 1984    | --     | Birmingham, Alabama            | House show | |       |
| 3  | Mr. Wrestling II | 1     | 1984              | --     | --                             | House show | |       |
| 4  | Bob Armstrong    | 2     | 1984              | --     | --                             | House show | |       |
| —  | Vacante          | —     | 12 gennaio 1985   | —      | —                              | —          | Il titolo fu reso vacante in seguito al finale controverso di una difesa titolata contro The Assassin. |       |
| 5  | Bob Armstrong    | 3     | gennaio 1985      | --     | --                             | House show | In uno spareggio contro The Assassin per riassegnare il titolo. Armstrong perse un incontro titolato contro Boomer Lynch, ma questi gli restituì il titolo in quanto non era lo sfidante designato.                                                |       |
| 6  | The Flame        | 1     | 17 giugno 1985    | --     | Birmingham, Alabama            | House show | In un tag team match in cui lui e Ron Fuller sconfissero Armstrong e Lord Humongous, con Fuller che conquistò il NWA Alabama Heavyweight Championship.                                                                                             | [ 6 ] |
| 7  | Bob Armstrong    | 4     | giugno 1985       | --     | Dothan, Alabama                | House show | |       |
| 8  | The Flame        | 2     | 9 luglio 1985     | --     | Mobile, Alabama                | House show | |       |
| 9  | Lord Humongous   | 1     | luglio 1985       | --     | --                             | House show | |       |
| 10 | The Flame        | 3     | 29 luglio 1985    | 63     | Birmingham, Alabama            | House show | |       |
| 11 | Tommy Rich       | 1     | 30 settembre 1985 | 63     | Birmingham, Alabama            | House show | |       |
| 12 | Roberto Soto     | 1     | 2 dicembre 1985   | 14     | Birmingham, Alabama            | House show | |       |
| 13 | Robert Fuller    | 1     | 16 dicembre 1985  | 48     | Birmingham, Alabama            | House show | |       |
| 14 | Brad Armstrong   | 1     | 2 febbraio 1986   | --     | Montgomery, Alabama            | House show | |       |
| 15 | Robert Fuller    | 2     | febbraio 1986     | --     | --                             | --         | Armstrong restituì il titolo a Fuller in seguito ad un infortunio. |       |
| 16 | Brad Armstrong   | 2     | 14 marzo 1986     | 59     | Mobile, Alabama                | House show | |       |
| 17 | Jerry Stubbs     | 1     | 12 maggio 1986    | 42     | Mobile, Alabama                | House show | In un tag team match in cui lui e Tom Prichard sconfissero Armstrong e Tim Horner. |       |
| 18 | Brad Armstrong   | 3     | 23 giugno 1986    | 21     | Birmingham, Alabama            | House show | |       |
| 19 | Jerry Stubbs     | 2     | 14 luglio 1986    | 56     | Birmingham, Alabama            | House show | |       |
| 20 | Brad Armstrong   | 4     | 8 settembre 1986  | 14     | Birmingham, Alabama            | House show | |       |
| 21 | Kevin Sullivan   | 1     | 22 settembre 1986 | 77     | Birmingham, Alabama            | House show | |       |
| 22 | Bob Armstrong    | 5     | 8 dicembre 1986   | 7      | Birmingham, Alabama            | House show | |       |
| 23 | Kevin Sullivan   | 2     | 15 dicembre 1986  | 51     | Birmingham, Alabama            | House show | |       |
| 24 | Ron Fuller       | 2     | 4 febbraio 1987   | 24     | Houston, Texas                 | House show | |       |
| 25 | Buddy Landel     | 1     | 28 febbraio 1987  | 30     | Chattanooga, Tennessee         | House show | |       |
| 26 | Ron Fuller       | 3     | 30 marzo 1987     | --     | Birmingham, Alabama            | House show | |       |
| 27 | Buddy Landel     | 2     | aprile 1987       | --     | --                             | House show | |       |
| 28 | Wendell Cooley   | 1     | 27 aprile 1987    | --     | Birmingham, Alabama            | House show | |       |
| 29 | Dutch Mantel     | 1     | luglio 1987       | --     | --                             | House show | |       |
| 30 | Wendell Cooley   | 2     | 13 luglio 1987    | --     | Birmingham, Alabama            | House show | |       |
| —  | Vacante          | —     | ottobre 1987      | —      | —                              | —          | Cooley si ritirò temporaneamente, rendendo vacante il titolo. |       |
| 31 | Dutch Mantel     | 2     | 30 ottobre 1987   | --     | Knoxville, Tennessee           | House show | In uno spareggio contro Wendell Cooley per riassegnare il titolo vacante |       |
| —  | Disattivato      | —     | aprile 1988       | —      | —                              | —          | Quando la Continental Championship Wrestling lasciò la NWA cambiando nome in Continental Wrestling Federation, abbandonò il titolo per promuovere il CWF Heavyweight Championship.                                                                 |       |
| 32 | Damien Wayne     | 1     | 19 gennaio 2008   | 126    | Ahoskie, Carolina del Nord     | House show | Wayne, detentore del NWA Virginia Heavyweight Championship, sconfisse Sean Denny, che deteneva il NWA Southern Pro-Wrestling Heavyweight Championship, per unificarli all'interno del titolo, riattivandolo.                                       |       |
| 33 | Mike Booth       | 1     | 24 maggio 2008    | 567    | Ahoskie, Carolina del Nord     | House show | |       |
| 34 | Jimmy Cicero     | 1     | 12 dicembre 2009  | --     | Mattaponi, Virginia            | House show | |       |
| —  | Vacante          | —     | agosto 2010       | —      | —                              | —          | Cicero rese vacante il titolo in seguito ad un infortunio. |       |
| 35 | Damien Wayne     | 2     | 16 ottobre 2010   | 182    | Mattaponi, Virginia            | House show | In un torneo per riassegnare il titolo vacante, sconfiggendo in finale Mark Bravura. |       |
| 36 | Brandon Day      | 1     | 16 aprile 2011    | 126    | Mattaponi, Virginia            | House show | In un 3-way match a cui partecipava anche Victor Griff. |       |
| 37 | Mark Bravura     | 1     | 20 agosto 2011    | 609    | Mattaponi, Virginia            | House show | |       |
| 38 | Preston Quinn    | 1     | 20 aprile 2013    | 256    | Mattaponi, Virginia            | House show | Il 1° ottobre 2013 la Fusion Wrestling lasciò la National Wrestling Alliance, riconoscendo Quinn come detentore del Fusion Wrestling Continental Heavyweight Championship. La NWA Rage continuò a riconoscere Quinn come detentore del titolo NWA. |       |
| —  | Vacante          | —     | 1 gennaio 2014    | —      | —                              | —          | Il titolo fu reso vacante per mancata difesa da parte di Quinn. |       |
| 39 | Mark James       | 1     | 17 maggio 2014    | 119    | Williamston, Carolina del Nord | House show | In un torneo per riassegnare il titolo vacante, sconfiggendo in finale William Huckaby. |       |
| 40 | William Huckaby  | 1     | 13 settembre 2014 | 463    | Williamston, Carolina del Nord | House show | In un 3-way match a cui partecipava anche Preston Quinn. |       |
| 41 | B.J. Darden      | 1     | 20 dicembre 2015  | 622    | Portland, Oregon               | House show | |       |
| 42 | Gabrial Prosser  | 1     | 2 settembre 2017  | 29     | Nashville, Carolina del Nord   | House show | |       |
| —  | Disattivato      | —     | 1 ottobre 2017    | —      | —                              | —          | La NWA pose fine al sistema dei territori, disattivando il titolo. |       |